# Lachenalia barkeriana
Lachenalia barkeriana är en sparrisväxtart som beskrevs av U.Müll.-doblies, B.Nord. och D.Müll.-doblies. Lachenalia barkeriana ingår i släktet Lachenalia och familjen sparrisväxter. Inga underarter finns listade i Catalogue of Life.